# Гак зверху
Гак зверху (в'єт. dấu hỏi) — діакритичний знак, що використовується у в'єтнамській мові для позначення тону.